# Güler Duman
Güler Duman (Istambul, 30 de junho de 1967) é um cantor de música folclórica turca, compositor, apresentador e professor de música. Desde o início da década de 1980, tornou-se um dos artistas de sucesso da música folclórica turca com os seus frequentes álbuns. A sua cidade natal é Erzurum, Aşkale. Durante os seus anos de escola primária, juntou-se ao coro Ruhi Su e recebeu educação musical. Mustafa Budan, que descobriu a voz do artista no coro, tornou-se conhecido no mundo da arte com o longo ar que cantou no filme Hakkâri'de Bir Mevsim, realizado por Erden Kıral e protagonizado por Genco Erkal. Em 1980, lançou o seu primeiro álbum, Dost Garip, quando ainda era muito jovem. O álbum vendeu muito bem e atingiu 3,8 milhões de vendas.
Em 2008, foi selecionado como embaixador cultural pelo Ministério da Cultura alemão. Também deu seminários sobre a música folclórica turca, os ritmos turcos e os ritmos mundiais em muitos países do mundo. Em 1995, abriu uma escola de música em Hannover, Alemanha, onde formou milhares de alunos e foi pioneiro neste domínio na Alemanha e em muitos países da Europa. Tornou-se um dos nomes mais vendidos da música folclórica turca, com quase 10 milhões de álbuns vendidos na Turquia e na Europa.

## Discografia
- Dost Garip (1980)
- O Leyli Leyli (1982)
- Seher Yeli (1984)
- Mevlayı Seversen (1985)
- Misafir Geldim (1987)
- Nazlı Yara Küskünüm (1987)
- Kulluk Benim Olsun Sultanlık Senin (1988)
- Ya Dost (1988)
- Buldular Beni (1990)
- Duygu Pınarı (Vezrana) (1991)
- Gül Yüzlü Sevdiğim (1992)
- Güler Duman '94 (1994)
- Bu Devran (1995)
- Öl Deseydin Ölmez miydim? (1997)
- Yolcuyum Bu Dağlarda (2002)
- Türküler Dile Geldi (2009)
- Yüreğimden Yüreğinize (2012)
- Yüreğimden Yüreğinize Sazım (2017)

## Programas de televisão
- Dumanlı Türküler (2004)
- Güler Duman ile Telden Dile (2006)
- Türkülerin Güler Yüzü (2007-2008)
- Türküler Dile Geldi (2013-2014)